# Carlos Beltrán
Pour les articles homonymes, voir Beltran.
Carlos Ivan Beltrán (né le 24 avril 1977 à Manatí, Porto Rico) est un frappeur désigné et voltigeur des Astros de Houston de la Ligue majeure de baseball.
Recrue de l'année en 1999 en Ligue américaine avec son premier club, les Royals de Kansas City, Carlos Beltrán compte 9 sélections au match des étoiles (2004-2007, 2009, 2011-2013, 2016), 3 Gants dorés (2006-2008) et 2 Bâtons d'argent (2006-2007). En 2012, il devient le 8e joueur des Ligues majeures à compter 300 circuits et 300 buts volés et, du groupe, il est le premier frappeur ambidextre.

## Biographie

### Royals de Kansas City
Carlos Beltrán fait ses débuts en Ligue majeure en septembre 1998 avec les Royals de Kansas City. Il joua 14 matchs lors de la fin de saison 1998. Durant l'intersaison 1998-99, il gagna un poste de titulaire au champ centre. Désigné recrue de l'année 1999 dans la Ligue américaine, il manque une partie de la saison 2000 sur blessure tandis que sa moyenne au bâton chute à 0,247. Il retrouve sa forme en 2001 et signe notamment une moyenne au bâton de 0,306 avec 24 coups de circuits et 108 points produits.

### Astros de Houston
Le 24 juin 2004, Carlos Beltrán est transféré chez les Astros de Houston dans une transaction à trois équipes avec les Royals et les Athletics d'Oakland. Beltrán passe aux Astros, qui envoient le releveur Octavio Dotel aux Athletics et le receveur John Buck aux Royals. Kansas City reçoit aussi dans l'échange le joueur d'utilité Mark Teahen et le lanceur Mike Wood. Il entre dans le Club 30-30 cette année-là avec plus de 30 circuits et plus de 30 buts volés au cours de cette saison partagée entre Kansas City et Houston. Il complète l'année avec ses records personnels de 38 longues balles et 42 vols de buts. Cette dernière statistique le place 4e pour la saison dans les majeures.
Au moment de l'échange avec Kansas City et Oakland, Beltrán écoule la fin de sa dernière année de contrat. Les Astros font son acquisition à la date limite des transactions puisqu'ils sont impliqués dans une course au championnat. Ils décrochent une place de meilleur deuxième pour passer en séries éliminatoires avec une importante contribution de leur nouveau joueur, qui ajoute en 90 matchs 23 circuits et 53 points produits aux 15 et 51, respectivement, cumulé à Kansas City en 69 parties la même saison. Il termine l'année avec 104 points produits, 36 doubles et 120 points marqués pour aller avec sa moyenne au bâton de ,267 et sa moyenne de puissance de ,548. Il connaît aussi de fortes éliminatoires : il réussit 10 coups sûrs, marque 9 fois, claque 4 circuits et produit 10 points dans les 5 matchs de Série de divisions qui oppose Houston à Atlanta, frappant pour ,455 avec une moyenne de présence sur les buts de ,500 et une moyenne de puissance de 1,091. Les Astros ne s'approchent qu'à une victoire d'accéder pour la première fois à la Série mondiale mais s'inclinent 3 victoires contre 4 devant les Cardinals de Saint-Louis en Série de championnat de la Ligue nationale. Au cours de ces 7 derniers matchs pour le club texan, Beltrán cumule des moyennes (au bâton, présence sur les buts, puissance) de ,417 / ,563 / ,958 avec 10 autres coups sûrs, 4 autres circuits, 12 points marqués, 4 buts volés et 8 buts-sur-balles.
Avec 8 circuits en éliminatoires la même année, il égale un record de Barry Bonds des Giants de 2002 (depuis réédité par Nelson Cruz des Rangers de 2011). Le 14 octobre 2004, dans le second match de la série contre Saint-Louis, il établit un record du baseball majeur en frappant des circuits dans 5 parties éliminatoires consécutives,.

### Mets de New York

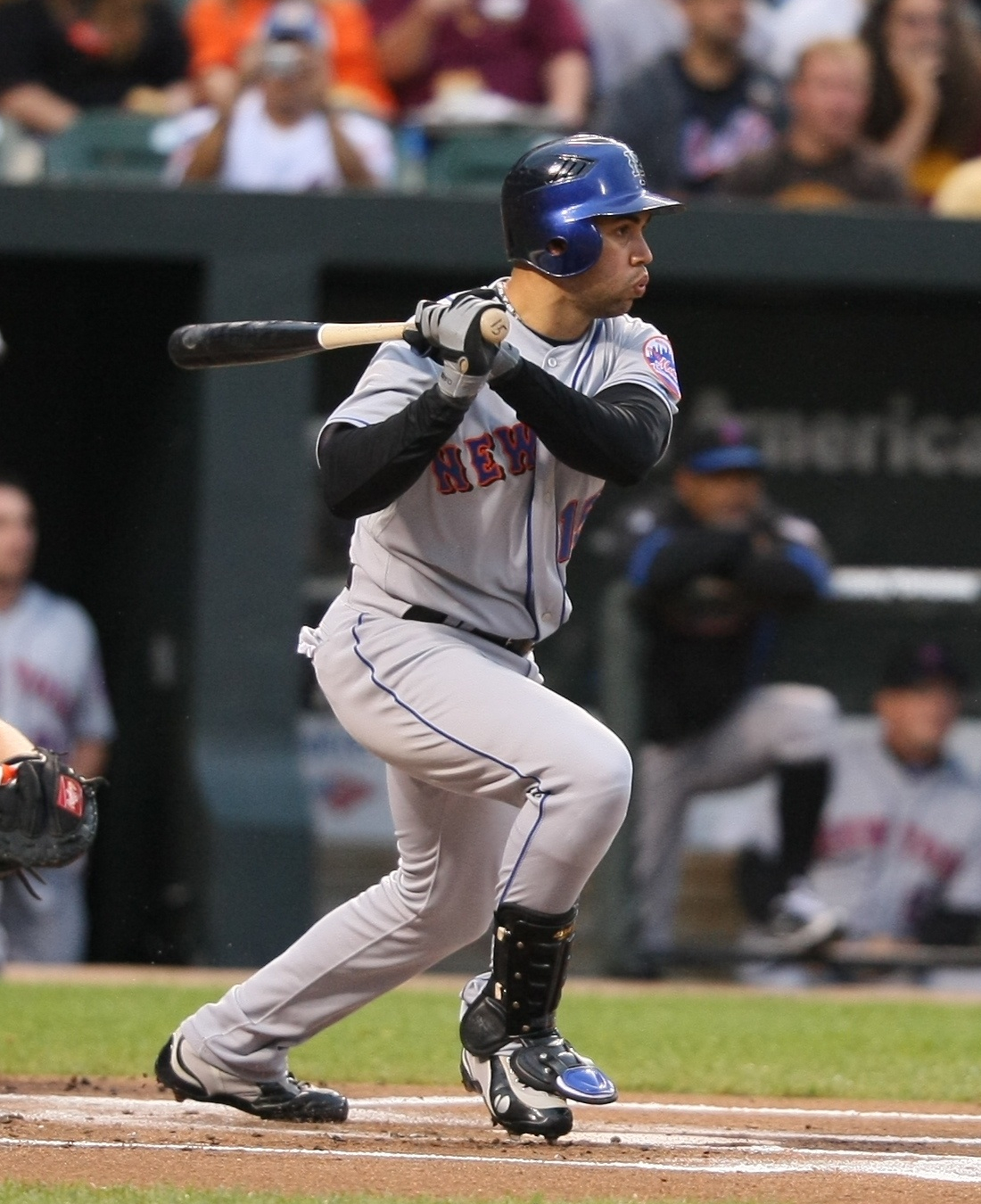
Beltrán en 2009 avec les Mets.

À la fin de la saison 2004, il devient agent libre et rejoint les Mets de New York pour un contrat de sept ans lui assurant 119 millions de dollars de revenus. C'est le contrat le plus important signé par les Mets depuis la création de la franchise[réf. nécessaire].
Beltran rate la moitié de la saison 2009 en raison d'une blessure au genou droit.
Le 13 janvier 2010, il subit une opération au genou droit qui devrait le contraindre à l'inactivité pour une période de 8 à 12 semaines. La décision suscite une controverse alors que Beltran est opéré par son médecin personnel sans la permission de l'équipe médicale des Mets de New York. Ces derniers contactent le bureau du commissaire du baseball et envisagent de sévir contre leur joueur.

### Giants de San Francisco

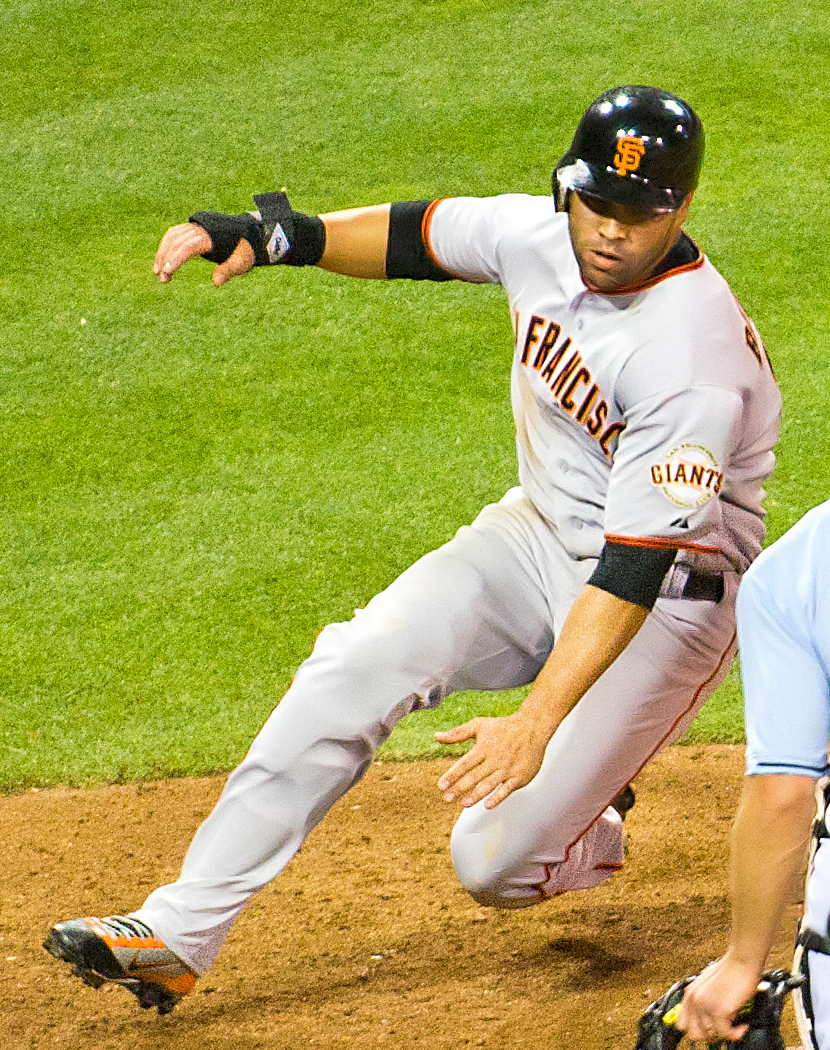
Beltrán en septembre 2011 lors de son court passage chez les Giants de San Francisco.

Le 28 juillet 2011, deux semaines après que Beltrán ait participé sous les couleurs des Mets à sa sixième partie d'étoiles, les Giants de San Francisco font l'acquisition du vétéran voltigeur à quatre jours de la date limite des transactions dans le baseball majeur. Les Mets, qui veulent ainsi obtenir un joueur en échange puisqu'ils estiment que Beltrán quittera New York après la saison via le marché des agents libres, obtiennent des Giants le lanceur droitier des ligues mineures Zack Wheeler.
Les Giants espèrent que l'acquisition de Beltrán relancera leur offensive anémique et leur permettra de vaincre les Diamondbacks de l'Arizona dans la course au championnat de la division Ouest de la Ligue nationale. Rien de tout cela ne se produit, mais Beltran fait très bien avec San Francisco comme en témoignent ses sept circuits et sa moyenne au bâton de ,323 en 44 parties avec l'équipe.
Beltrán termine la saison avec ,300 de moyenne au bâton en 142 parties pour les Mets et les Giants, 22 circuits et 84 points produits. Avec 39 doubles, un de moins que le meneur Joey Votto des Reds de Cincinnati, il est deuxième à ce chapitre dans la Ligue nationale.

### Cardinals de Saint-Louis

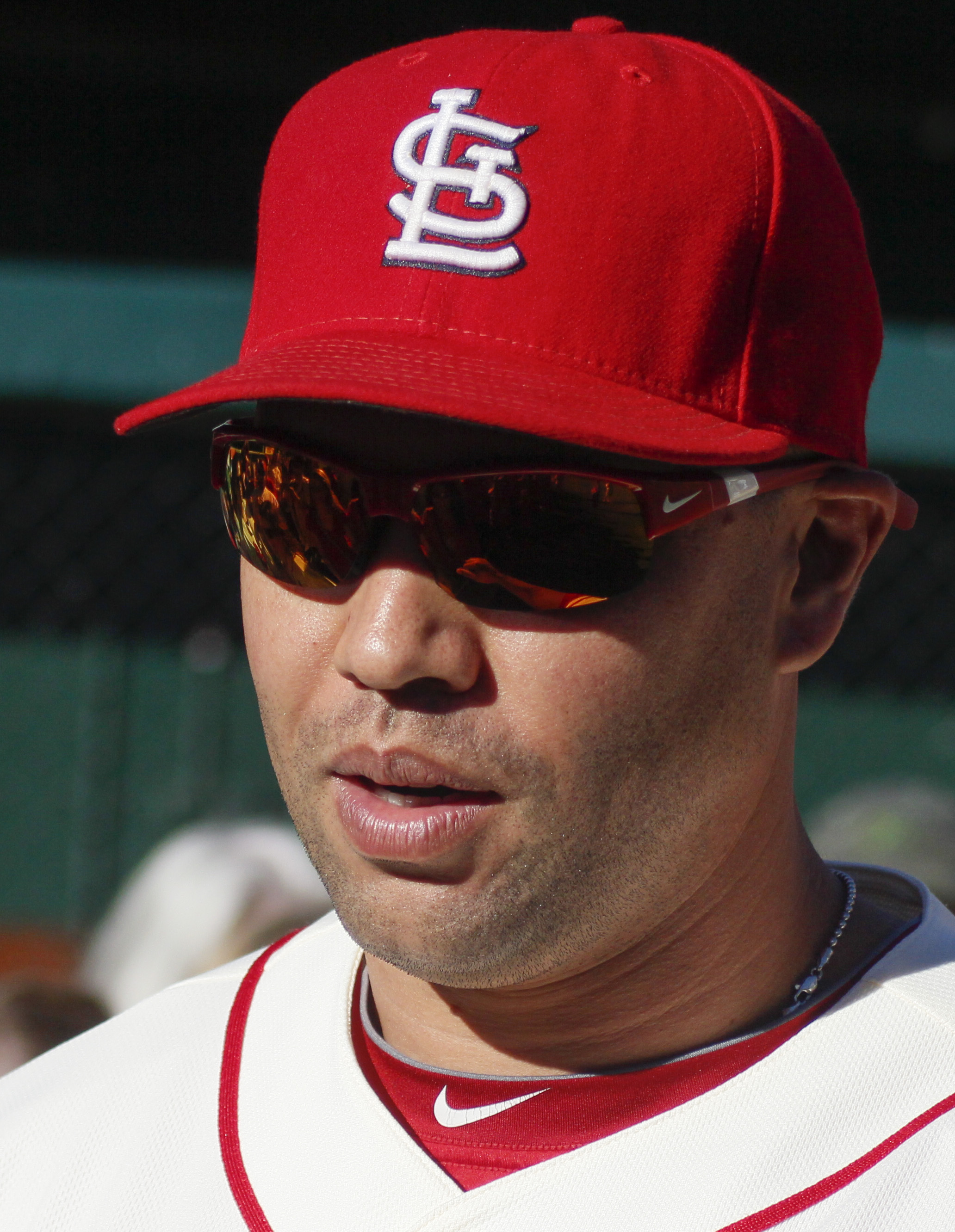
Carlos Beltrán en 2013 avec les Cardinals.

Devenu agent libre, Carlos Beltrán s'entend en décembre 2011 avec les Cardinals de Saint-Louis pour 26 millions de dollars sur deux saisons.
Beltrán frappe aux dépens de Josh Johnson des Marlins le premier coup sûr de l'histoire du Marlins Park de Miami, puis il marque le premier point dans ce stade lors de son inauguration officielle le 4 avril 2012.
Le 15 juin, il devient le 8e joueur de l'histoire des Ligues majeures à compter 300 coups de circuit et 300 buts volés en carrière. Du groupe comprenant déjà Barry Bonds, Willie Mays, Alex Rodriguez, Andre Dawson, Bobby Bonds, Reggie Sanders et Steve Finley, Beltrán est le seul frappeur ambidextre. 
Durant la saison régulière 2013, Beltran maintient une moyenne au bâton de ,296 en 145 matchs pour les Cardinals. Il frappe 24 circuits, produit 84 points et obtient 164 coups sûrs, son plus haut total depuis 2008, dont 30 doubles.
Fidèle à son habitude, il se distingue particulièrement en séries éliminatoires, d'abord avec deux circuits et 6 points produits en 5 matchs dans la Série de division face aux Pirates de Pittsburgh. Il enchaîne avec 6 coups sûrs, dont un triple, et 6 points produits dans les 6 matchs de la Série de championnat de la Ligue nationale remportée sur les Dodgers de Los Angeles. Il frappe pour ,286 de moyenne au bâton dans ce duel, auquel il fait suite avec une moyenne de ,294 dans les 6 matchs de la Série mondiale 2013, que les Cardinals perdent aux mains des Red Sox de Boston. Au total dans les éliminatoires 2013, Beltran frappe pour ,268 avec 15 coups sûrs dont deux circuits, 15 points produits et une moyenne de présence sur les buts de ,388 en 17 matchs.
Il reçoit en octobre 2013 le prix Roberto Clemente.

### Yankees de New York

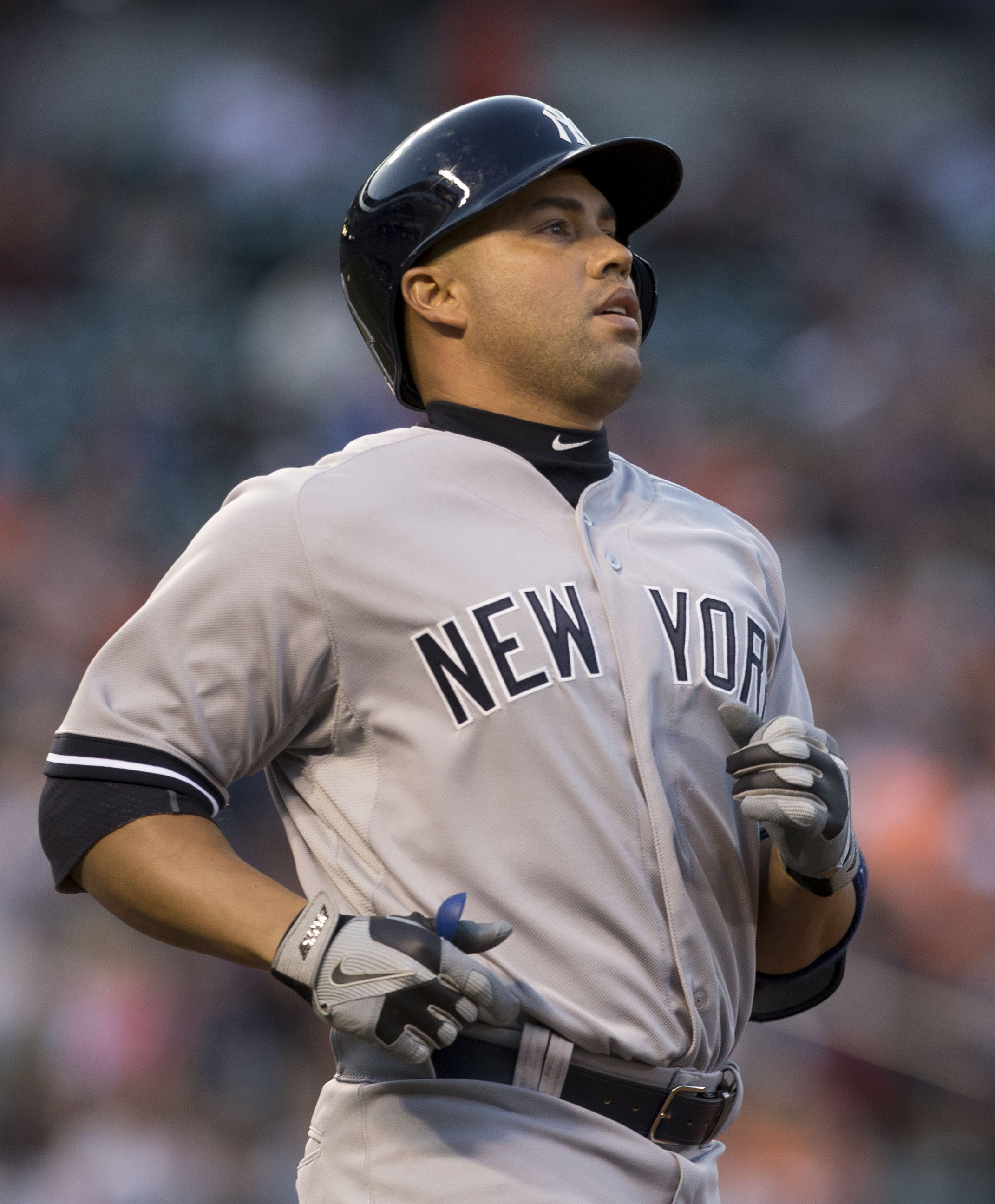
Carlos Beltrán en 2015 avec les Yankees.

Le 19 décembre 2013, Beltrán rejoint les Yankees de New York sur un contrat de 3 saisons.

### Rangers du Texas
Le 1er août 2016, il est échangé des Yankees aux Rangers du Texas en retour des espoirs Dillon Tate, Eric Swanson et Nick Green.

### Retour à Houston
Le 5 décembre 2016, Beltrán retourne chez les Astros de Houston, de qui il accepte un contrat de 16 millions de dollars pour une saison. 

### Classique mondiale de baseball
Carlos Beltrán s'aligne avec l'équipe de Porto Rico lors des Classiques mondiales de baseball de 2006, 2009 et 2013, atteignant avec ses compatriotes la finale de cette dernière édition contre la République dominicaine.

## Palmarès
- Recrue de l'année de la Ligue américaine : 1999.
- Joueur du mois d'avril de la Ligue américaine : 2004.
- Record du nombre de circuit lors des séries éliminatoires : 8 avec les Astros en 2004.
- Gant doré de la Ligue nationale pour un champ extérieur : 2006, 2007, 2008.
- Prix Silver Slugger : 2006, 2007.
- Record du nombre de points marqués en une saison pour les Mets (127 en 2006) devant Edgardo Alfonzo (123 en 1999) et son coéquipier José Reyes (122 en 2006).
- 8 sélections pour le Match des étoiles de la Ligue majeure de baseball : 2004, 2005, 2006, 2007, 2009, 2011, 2012, 2013.